# Aquaman: Atlantisz királya
Az Aquaman: Atlantisz királya (eredeti cím: Aquaman: King of Atlantis) 2021-es amerikai 2D-s számítógépes animációs kalandsorozat, amelyet Victor Courtright és Marly Halpern-Graser alkotott, az DC Aquaman karaktere alapján.
Amerikában 2021. október 14-én mutatta be az HBO Max. Magyarországon a Cartoon Network mutatja be 2022. május 7-én.
A történet az Aquaman után játszódik.

## Ismertető
Aquaman végre Atlantisz királya lett, azonban a Vizek Ura újra vissza akarja szerezni a birodalmat.

## Szereplők

### Főszereplők
| Szereplő               | Eredeti hang   | Magyar hang     |
| ---------------------- | -------------- | --------------- |
| Arthur Curry / Aquaman | Cooper Andrews | Varga Rókus     |
| Mera                   | Gillian Jacobs | Kelemen Kata    |
| Nuidis Vulko           | Thomas Lennon  | Kárpáti Levente |
| Marius Orm / Vizek Ura | Dana Snyder    | Szatmári Attila |
| Petyr Mortikov         | Andrew Morgado | Törköly Levente |

### Mellékszereplők
| Szereplő          | Eredeti hang             | Magyar hang       |
| ----------------- | ------------------------ | ----------------- |
| királyi bejelentő | Kevin Michael Richardson | Tarján Péter      |
| Gillian           | Kaitlyn Robrock          | Kisfalusi Lehel   |
| Merdussa          | Kaitlyn Robrock          | Sipos Eszter Anna |
| Uszonyfej         | Robbie Daymond           | Sörös Miklós      |

## Epizódok
| #  | #  | Eredeti cím                | Magyar cím               | Rendező     | Író | Eredeti premier   | Magyar premier  |
| -- | -- | -------------------------- | ------------------------ | ----------- | --- | ----------------- | --------------- |
| 1. | 1. | Chapter One: Dead Sea      | Első rész: Holt tenger   | Keith Pakiz | Victor Courtright, Marly Halpern-Graser, Drew Applegate, Matt Bolinger, Roxann Cole, David Davis, Rose Feduk, Jack Kaiser McGee, Nora Meek és Marie Lum               | 2021. október 14. | 2022. május 7.  |
| 2. | 2. | Chapter Two: Primordious   | Második rész: Primordeus | Keith Pakiz | Victor Courtright, Marly Halpern-Graser, Bryan Condon, Drew Applegate, Matt Bolinger, Roxann Cole, David Davis, Rose Feduk, Jack Kaiser McGee, Nora Meek és Marie Lum | 2021. október 21. | 2022. május 14. |
| 3. | 3. | Chapter Three: Tidal Shift |                          | Keith Pakiz | Victor Courtright, Marly Halpern-Graser, Laura Streebny, Matt Bolinger, Roxann Cole, David Davis, Rose Feduk, Jack Kaiser McGee, Nora Meek és Marie Lum               | 2021. október 28. | 2022. május 21. |

## A sorozat készítése
A DC Comics karakterén, Aquamanen alapuló háromrészes animációs minisorozatot 2020 januárjában jelentettek be. A 2018-as Aquaman és 2023-as Aquaman és az elveszett királyság című filmek rendezője James Wan vezető producerként közreműködik a sorozatban. A sorozatban feltűnik Mera, Vulko és Vizek Ura karakterei.